# Muzička akademija Sveučilišta u Zagrebu
Muzička akademija Sveučilišta u Zagrebu najveća je i najstarija visokoškolska glazbena ustanova u Republici Hrvatskoj.
Nakon Drugoga svjetskog rata akademija postaje visokoškolska ustanova, a od 1979. godine postaje članica zagrebačkog Sveučilišta. Studij je strukturiran kao integrirani petogodišnji studij na svim odsjecima. 

## Povijest
Povijest ove ustanove počinje 1829. godine kad je osnovana trogodišnja glazbena škola u okviru tadašnjeg Musikvereina (Tonschule des Agramer Musikvereines), a polaznici su mogli učiti pjevanje i puhačke instrumente. U Konzervatorij Hrvatskog zemaljskog glazbenog zavoda (Hrvatski konzervatorij), prerasta 1916. godine. Tijekom proteklog razdoblja uvedene su nove nastavne discipline, povećan je kapacitet te se dosta radilo na usavršavanju i proširivanju studija. Nekoliko puta mijenja svoje ime, a 1921. godine postaje "Kraljevski konzervatorij", da bi već 1922. godine promijenio ime u "Kraljevska muzička akademija". U samom početku nastanka Akademije, nastava se sastojala od niže, srednje i visoke škole, a dužina studija razlikovala se ovisno o glavnom predmetu.
Do 1922. godine nastavnici na visokoj školi bili su podijeljeni na redovite, pomoćne i izvanredne učitelje, a sljedeće godine po prvi put dobit će status profesora. Muzička akademija statutom iz 1923. godine dijeli se na pet odsjeka:
- I. za klavir i orgulje
- II. za orkestralne instrumente
- III. za solo pjevanje
- IV. za kompoziciju
- V. pedagoški, namijenjen učiteljima glazbe i zborovođama

Uredbom o glazbenim školama i kazališne umjetnosti 1940. godine Akademija dobiva status fakulteta. Time definitivno biva riješen status profesora Akademije, a nastavno osoblje podijeljeno je na redovne i izvanredne profesore.
Godine 1951. izdvaja se niža i srednja glazbena škola iz Državnog konzervatorija, te nastaje današnja Glazbena škola Vatroslava Lisinskog. Iste godine visoka škola dobiva službeni naziv "Muzička akademija u Zagrebu". Sastojala se od sedam odsjeka, a oni su bili za kompoziciju i dirigiranje, solo pjevanje, klavir i orgulje, gudačke instrumente, puhačke instrumente i harfu, historijsko-teoretski odsjek i 7. pedagoški odsjek. Osim što su se studenti na 7. odsjeku školovali za teoretsko-pedagošku struku, također su bili školovani i za nastavnike glavnih predmeta; pjevanja, klavira, orgulja i gudačkih instrumenata.
U narednom vremenu struktura akademije se s vremenom mijenjala, pa je tako u okviru Muzičke akademije 1967. godine osnovan "Muzikološki zavod", koji će postati temeljem katedre za muzikologiju. Cilj zavoda je bio prikupljanje materijala za istraživanje povijesti hrvatske glazbe, osposobljavanje novog znanstvenog kadra, te pokretanje muzikološkog zbornika. U razdoblju od 1968. do 1970. godine otvoreno je nekoliko područnih odjeljenja Muzičke akademije i to u Dubrovniku, Osijeku, Rijeci i Splitu. Suradnjom katedre za muzikologiju i Filozofskim fakultetom zagrebačkog sveučilišta 1970. godine osnovan je interfakultetski studij.
Kao četverogodišnji studij 1974. godine osniva se studij gitare, a tri godine kasnije (1977.) Odjel za nastavnike glazbenog odgoja, također tada kao četverogodišnji studij. Studij udaraljki započinje sa svojom djelatnošću 1988. godine. Muzička akademija je 1979.godine postala jednom od sastavnica zagrebačkog Sveučilišta, i time otvorila nove mogućnosti suradnje s visokim učilištima diljem Europe.
Nastava na Muzičkoj akademiji je prema odsjecima strukturirana na sljedeći način:
- I. odsjek za kompoziciju i teoriju glazbe
- II. odsjek za muzikologiju
- III. odsjek za dirigiranje, harfu i udaraljke
- IV. odsjek za pjevanje
- V. odsjek za klavir, orgulje i čembalo
- VI. odsjek za gudačke instrumente i gitaru
- VII. odsjek za duhačke instrumente
- VIII. odsjek za glazbenu pedagogiju i tambure

### Nova zgrada
Potpisivanjem ugovora 16. lipnja 2009. godine, vrijednim 100 milijuna kuna, započeta je prva faza izgradnje nove zgrade Muzičke akademije Sveučilišta u Zagrebu. U tom periodu s nastava održavala na nekoliko lokacija: u Gundulićevoj ulici u prostorijama HGZ-a, u Lučićevoj, u Frankopanskoj i Berislavićevoj, gdje je osim dijela nastave bio smješten i dekanat te knjižnica. Grad Zagreb je Muzičkoj akademiji tada na stogodišnje korištenje dodijelio zgradu Ferimporta. Očekivalo se da će radovi biti završeni 2011. godine, no oni su ipak potrajali tri godine duže. Zgradu nije bilo moguće adaptirati nego je morala biti srušena te je bilo potrebno izgraditi potpuno novi objekt. Projekt izgradnje napravio je arhitekt Milan Šosterič. Zgrada ima dvije etaže garaža, podrum, prizemlje i sedam katova, a u njoj su smješteni svi odsjeci Akademije, Dekanat, knjižnica, tonski studio i multimedijska dvorana, vježbaonice, kabineti, dvije koncertne dvorane na četvrtom katu te veliku koncertnu dvoranu Blagoje Bersa u prizemlju koja može primiti 300 posjetitelja. Predsjednik Republike Hrvatske Ivo Josipović i gradonačelnik Zagreba Milan Bandić svečano su 30. rujna 2014. u Zagrebu predstavili novu zgradu Muzičke akademije.

## Međunarodna suradnja
Ured za međunarodnu suradnju postoji od 1. listopada 2007. 
Akademija je članica jedine udruge koja okuplja visokoškolske glazbene ustanove u Europi, AEC-a (Association Européenne des Conservatoires).

## Uprava
Dekan
- prof. art. Igor Lešnik

Prodekan za nastavu
- prof. art. Srđan - Filip Čaldarović

Prodekanica za studijske programe i cjeloživotno obrazovanje
- dr. sc. Sanja Kiš Žuvela, doc.

Prodekan za umjetnost i upravljanje
- prof. art. Anđelko Krpan

Prodekanica za međunarodnu i međuinstitucijsku suradnju
- izv. prof. art. Martina Gojčeta Silić

## Festivali, koncertni ciklusi, suradnje, gostovanja
Muzička akademija ima dugugodišnju tradiciju suradnje s mnogim uglednim institucijma i ansamblima u Hrvatskoj i inozemstvu. Važno je spomenuti:
- redovite nastupe najboljih studenata Muzičke akademije uz Zagrebačku filharmoniju koji se održavaju u KD Vatroslava Lisinskog
- koncerte i operne predstave koji su dio renomiranog ciklusa Lisinski subotom
- koncerte studenata solista uz Zagrebačke soliste
- međufakultetsku suradnju Muzičke akademije, Akademije dramske umjetnosti, Akademije likovne umjetnosti, Tekstilno - tehnološkog fakulteta te Arhitektonskog fakulteta. Od 2008. godine kada je izveden Ljubavni napitak G. Donizettija, ta je suradnja iznjedrila niz uspješnih opernih projekata, od Gluckovog Orfeja preko Papandopulove Madame Buffault, Mozartovih opera Čarobna frula i Cosi fan tutte, Haendelove Agrippine, Janačekove Lukave male lisice do Pepeljuge Julesa Masseneta. 
- Muzička akademija ima nekoliko koncertnih ciklusa u vlastitoj produkciji: Vivat academia, Vivant professores i Ciklus za mlade
- u suradnji s Institutom za crkvenu glazbu „Albe Vidaković“ Katoličkoga bogoslovnog fakulteta Sveučilišta u Zagrebu organizira Orguljski festival Anabasis.

## Vanjske poveznice
- Službene stranice Muzičke akademije